# 銭弘倧
銭 弘倧（せん こうしゅう）は、十国呉越の第4代王。文穆王銭元瓘の七男。

## 生涯
天福12年（947年）、兄の忠献王銭弘佐が薨去したが、その子が幼少であったため銭弘倧が王位を継承した。当時は遼の太宗耶律堯骨が後晋を滅亡させて中原を占拠しており、呉越もその臣と称していたが、遼軍の撤退後は後漢に臣従してその正朔を奉じている。
忠献王の在位時は、王が幼少であったことに乗じて諸将の専横があったため、即位した忠遜王は諸将を抑制する政策を実施した。しかし改革が性急過ぎたため、自らの地位に危機感を抱いた内牙統軍使胡進思らの反発を招いた。天福12年12月30日（948年2月12日）、胡進思らは夜宴に乗じて政変を起こし、忠遜王は軟禁され、異母弟の銭弘俶（忠懿王）が擁立された。胡進思は間もなく病没したが、忠遜王の軟禁状態は継続することとなる。
広順元年（951年）、忠懿王は忠遜王を東府越州に移し、その地に宮殿を造営して厚遇している。後の政変を防ぐために臣下が殺害を勧めたが、忠懿王は泣いて拒否した。
開宝4年（971年）に薨去、享年44。
子の銭惟治・銭昆・銭易は忠懿王に引き取られて養子として育てられ、宋に帰順後は共に進士となり、官僚として宋に仕えた。

## 家族

### 父母
- 祖父：銭鏐
- 祖母：昭懿夫人陳氏
- 父：銭元瓘
- 母：魯国夫人鄜氏

### 男子
- 銭惟治
- 銭昆
- 銭易

## 伝記資料
- 『呉越備史』巻3 忠遜王
- 『十国春秋』巻80 呉越4 忠遜王世家
- 『旧五代史』巻133 世襲列伝2
- 『新五代史』巻67 呉越世家7